# Эксел (тауншип, Миннесота)
Эксел (англ. Excel) — тауншип в округе Маршалл, Миннесота, США. На 2000 год его население составило 280 человек.

## География
По данным Бюро переписи населения США площадь тауншипа составляет 121,2 км², из которых 121,2 км² занимает суша, водоёмов нет.

## Демография
По данным переписи населения 2000 года здесь находились 280 человек, 103 домохозяйства и 83 семьи.  Плотность населения —  2,3 чел./км².  На территории тауншипа расположено 110 построек со средней плотностью 0,9 построек на один квадратный километр. Расовый состав населения: 99,64 % белых и 0,36 % приходится на две или более других рас.
Из 103 домохозяйств в 35,9 % воспитывались дети до 18 лет, в 78,6% проживали супружеские пары, в 1,0 % проживали незамужние женщины и в 19,4 % домохозяйств проживали несемейные люди. 15,5 % домохозяйств состояли из одного человека, при том 5,8 % из — одиноких пожилых людей старше 65 лет. Средний размер домохозяйства — 2,72, а семьи — 3,06 человека.
26,4 % населения младше 18 лет, 4,3 % в возрасте от 18 до 24 лет, 30,7 % от 25 до 44, 28,2 % от 45 до 64 и 10,4 % старше 65 лет. Средний возраст — 39 лет. На каждые 100 женщин приходилось 104,4 мужчин.  На каждые 100 женщин старше 18 приходилось 112,4 мужчин.
Средний годовой доход домохозяйства составлял 47 813 долларов, а средний годовой доход семьи —  50 833 доллара. Средний доход мужчин —  26 458  долларов, в то время как у женщин — 29 063. Доход на душу населения составил 15 511 долларов. За чертой бедности находились 3,3 % семей и 5,6 % всего населения тауншипа, из которых 6,0 % младше 18 лет.